# جين مارش بيفريدج
جين مارش بيفريدج (بالإنجليزية: Jane Marsh Beveridge)‏ (2 ديسمبر 1915، أوتاوا في كندا - 16 سبتمبر 1998)؛ ملحنة، كاتِبة، مخرجة أفلام وشاعرة كندية. درست في كلية سارة لورانس.